# 魯邦彥
魯邦彥（1528年—？），字朝選，一字鄭卿，别號惺庵，河南歸德府睢州人，民籍，明朝政治人物。

## 生平
七歲失怙，嘉靖二十八年（1549年）己酉科河南鄉試第一名舉人。嘉靖二十九年（1550年）聯捷庚戌科進士。授行人司行人，奉使唐藩，因久未升遷，随即以母老終养歸里。隆慶改元，以举荐起復原职，陞光祿寺丞，不受，再起為吏部驗封司郎中，再次推辭，終於得以隱退。居家簡樸，悠遊林下，深得士林敬仰。

## 家族
曾祖魯誠；祖父魯鐸；父魯勤，母席氏。慈侍下。